# Gimnastică la Jocurile Olimpice de vară din 2024 - Paralele masculin

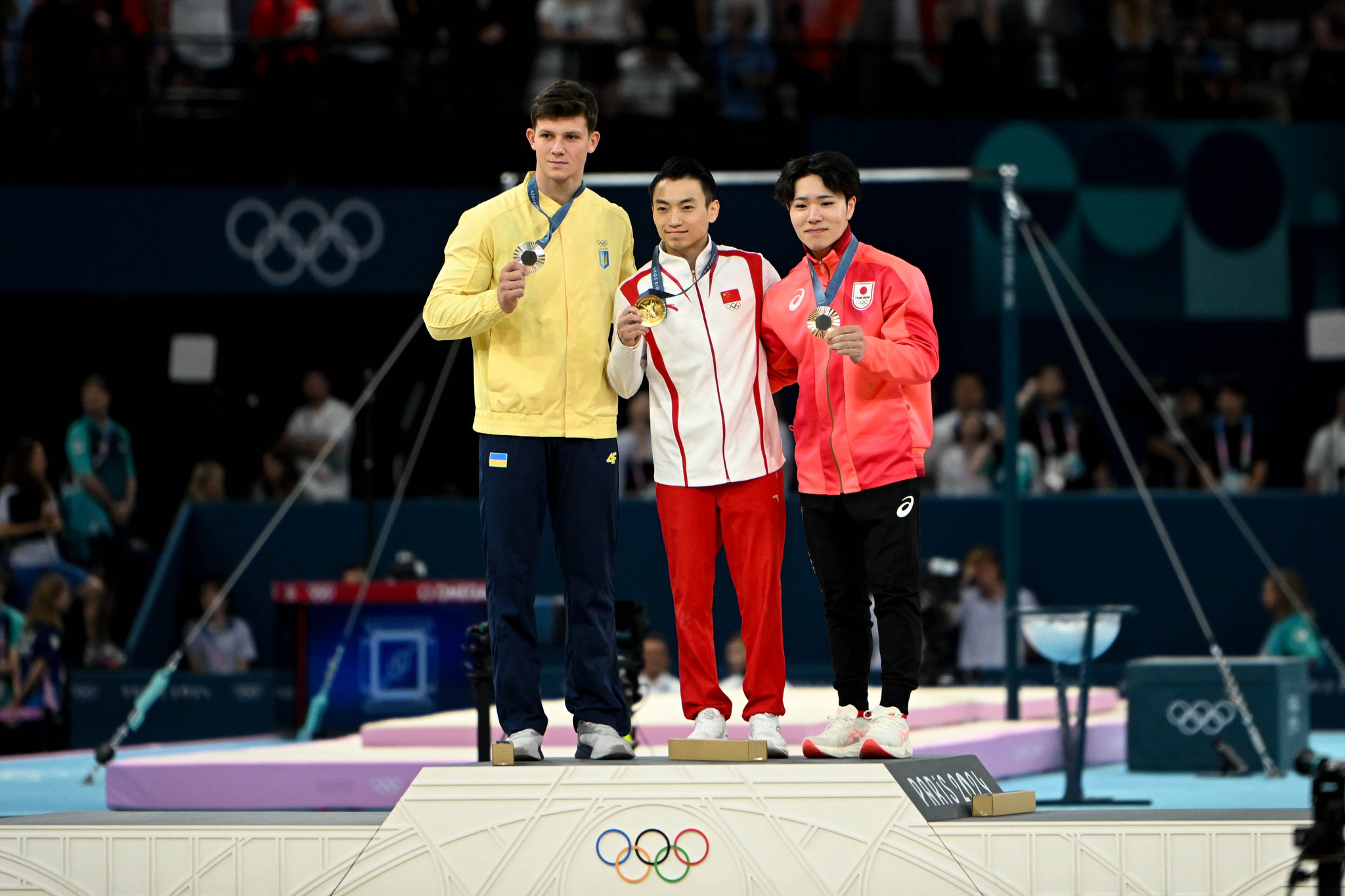
Illia Kovtun, Zou Jingyuan și Shinnosuke Oka au câștigat medaliile

Proba masculină de gimnastică paralele de la Jocurile Olimpice de vară din 2024 a avut loc în perioada 27 iulie-5 august 2024 la Palatul Sporturilor din Paris-Bercy din Paris, Franța.

## Program
Orele sunt ora Franței (UTC+1)
| Data                   | Oră   | Etapă      |
| ---------------------- | ----- | ---------- |
| Sâmbătă, 27 iulie 2024 | 11:00 | Calificări |
| Luni, 5 august 2024    | 12:00 | Finala     |

## Rezultate

### Calificări
| Loc   | Gimnast                   | Dificultate | Execuție | Penalizare | Total  | Rezultat |
| ----- | ------------------------- | ----------- | -------- | ---------- | ------ | -------- |
| 1     | Zou Jingyuan (CHN)        | 6,9         | 9,300    |            | 16,200 | C        |
| 2     | Zhang Boheng (CHN)        | 6,4         | 8,933    |            | 15,333 | C        |
| 3     | Shinnosuke Oka (JPN)      | 6,5         | 8,800    |            | 15,300 | C        |
| 4     | Oleg Verneaiev (UKR)      | 6,6         | 8,666    |            | 15,266 | C        |
| 5     | Lukas Dauser (GER)        | 6,6         | 8,566    |            | 15,166 | C        |
| 6     | Illia Kovtun (UKR)        | 6,7         | 8,466    |            | 15,166 | C        |
| 7     | Ferhat Arıcan (TUR)       | 6,9         | 8,133    |            | 15,033 | C        |
| 8     | Wataru Tanigawa (JPN)     | 6,3         | 8,700    |            | 15,000 | C        |
| 9     | Kaya Kazuma (JPN)         | 6,3         | 8,633    |            | 14,933 | –        |
| 10    | Joe Fraser (GBR)          | 6,5         | 8,433    |            | 14,933 | R        |
| 11    | Daiki Hashimoto (JPN)     | 6,1         | 8,733    |            | 14,833 | –        |
| 12    | Xiao Ruoteng (CHN)        | 6,0         | 8,800    |            | 14,800 | –        |
| 13    | Krisztofer Mészáros (HUN) | 6,4         | 8,333    |            | 14,733 | R        |
| 14    | Ángel Barajas (COL)       | 6,7         | 8,000    |            | 14,700 | R        |
| [...] |                           |             |          |            |        |          |
| 25    | Andrei Muntean (ROU)      | 5,9         | 8,466    |            | 14,366 | –        |

Doar doi gimnaști din fiecare țară au putut avansa în finala de la paralele.
Rezerve
Rezervele pentru finala la paralele:
1. Joe Fraser (GBR)
2. Krisztofer Mészáros (HUN)
3. Ángel Barajas (COL)

### Finala
| Loc | Gimnast               | Dificultate | Execuție | Penalizare | Total  |
| --- | --------------------- | ----------- | -------- | ---------- | ------ |
| 1   | Zou Jingyuan (CHN)    | 6,900       | 9,300    |            | 16,200 |
| 2   | Illia Kovtun (UKR)    | 7,000       | 8,500    |            | 15,500 |
| 3   | Shinnosuke Oka (JPN)  | 6,500       | 8,800    |            | 15,300 |
| 4   | Zhang Boheng (CHN)    | 6,400       | 8,700    |            | 15,100 |
| 5   | Ferhat Arıcan (TUR)   | 6,900       | 8,200    |            | 15,100 |
| 6   | Wataru Tanigawa (JPN) | 6,300       | 7,833    |            | 14,133 |
| 7   | Lukas Dauser (GER)    | 6,000       | 7,700    |            | 13,700 |
| 8   | Oleg Verneaiev (UKR)  | 6,200       | 7,100    |            | 13,300 |